# Dávid Antal
Dávid Antal, 1944-ig Dávid Iván (Kézdivásárhely, 1913. július 30. – Budapest, 1988. július 26.) magyar író, újságíró. Dávid István fia.
A nép megszülte a kor hőseit, s ők furfanggal, szorgalommal, haraggal és szenvedéllyel formálták a történelmet. A világ egy ideig bámulja a szabadságért küzdő népet, aztán elfelejti. Késői hódolat ez a könyv a szülőföld és hősei iránt

## Életútja
Az erdélyi örmény Dávid család leszármazottja. 
Középiskolát szülővárosában és Budapesten végzett, az innsbrucki egyetemen hallgatott vegyészetet. Előbb a kézdivásárhelyi Székely Újság, majd 1935-ben a Brassói Lapok, 1936-tól a Keleti Újság riportere és munkatársa, 1941-től 1944-ig a marosvásárhelyi Szövetkezés című hetilap felelős szerkesztője. Móricz Zsigmond közölte egy novelláját a Kelet Népében.
Elbeszéléseinek, novelláinak és 1969-től Magyarországon megjelent regényeinek tárgyát Erdély történetéből merítette. 1944-ben Kolozsvárt közzétette Farczády Jenő levelei Szabó Dezsőhöz címen Szabó Jenő 10 irodalmi levelét öccséhez.
1945-ben áttelepült Magyarországra és az Angyalföld című lapot szerkesztette, később a XIII. kerületi tanács adócsoport-vezetője volt. 1973-ban vonult nyugdíjba.
Novellákat, kisregényeket, történelmi regényeket írt a 17–19. századi Erdélyről, számos hangjátékát sugározta a Magyar Rádió.

## Művei

### Erdélyben megjelent művei
- Hazátlan voltam (1941)
- Hírek (1942)
- Üstökös a kéményen (1943)

### Magyarországon megjelent művei
- Muzsikáló kút (1969)
- A kolozsvári futár (1972)
- Háromszék nem alkuszik (1973)
- Erdély nagy romlása I. (1974)
- Erdély nagy romlása II. (1975)
- Erdély nagy romlása III. (1977)
- A tanú (1981)
- Az első felvonás (1982)
- A szolgadiák (1983)